# Euxoa simulata
Euxoa simulata là một loài bướm đêm thuộc họ Noctuidae. Nó được tìm thấy ở British Columbia down to California.